# ترور فردی
ترور فردی (انگلیسی: Individual terror) در مجموعه اصطلاحات چپگرا، نوعی از ترور انقلابی، قتل افراد جدا شده با هدف ارتقاء جنبش سیاسی، تحریک تغییرات سیاسی تا رسیدن به انقلاب سیاسی است. به همین ترتیب، این نوع قتل‌ها از انواع دیگر قتل‌های هدفمند، به ویژه نوع قتل فردی و ترورهای سیاسی قدیمی متفاوت است.

## ترور فردی در مقابل ترور سیاسی
بسیاری از نویسندگان تمایز بین نوع قتل‌های سیاسی و موارد دیگر را ترسیم نمی‌کنند و هیچ اجماع کاملی در مورد این موضوع وجود ندارد.
زف ایویانسکی تلاش کرد تا یک تمایز به شرح زیر ایجاد کند. مادامی که ترور انقلابی افراد و ترور سنتی سیاسی دارای هدف مشترک و ایجاد یک تغییر سیاسی عمده هستند، ولی در جنبه‌های مختلف از جمله در تاکتیک‌ها، روش‌ها، نقش، دیدگاه بر جامعه و اهمیت یک عمل فردی متفاوت هستند. اکثر تفاوت‌ها از یک قصد فوری در یک عمل فردی ناشی می‌شود.
در قتل سیاسی سنتی هدف قتل شخصیت سیاسی در رهبری است، مانند پادشاه یا دیکتاتوری که حذف آنها به تغییرات سیاسی منجر می‌شود و به همین ترتیب انتخاب هدف اهمیت اساسی دارد. هدف نهایی این است که به رژیمی که توسط سوژه نمایندگی می‌شود ضربه وارد کند. در حالی که در ترور فردی، انتخاب سوژه، در حالی که مهم است، نسبت به سوژه اصلی نقش ثانویه دارد و افکار عمومی را به جنبش سیاسی و ارتقاء سیاسی جنبش سوق می‌دهد.
این تمایز مهم تفاوت‌های تاکتیکی را توضیح می‌دهد. در حالی که ترور سیاسی سنتی ممکن است کاملاً مخفی باشد. کارایی ترور فردی انقلابی به میزان زیادی بستگی به تبلیغ این عمل دارد.
هدف ترور سیاسی، معمولاً یک فرد خاص است، در حالی که هدف یک عمل تروریستی اینچنین نیست.
دیوید سی. راپوپورت (۱۹۷۱) این تفاوت را به صورت زیر تشریح کرد: «... قاتل مردانی را که سیستم را فاسد می‌کنند، از بین می‌برد، در حالی که یک تروریست یک سیستم را تخریب می‌کند که پیش از آن هر فرد در ارتباط با آن را فاسد کرده‌است»

## تاریخچه
ریشه‌های ترور افراد به عنوان تاکتیک‌های انقلابی در نیمه دوم قرن نوزدهم در اروپا شکل گرفته‌است.
بخشی از مبانی نظری آن «تبلیغ علیه عمل» بود که توسط ایدئولوگ‌های آنارشیسم مطرح شد. احزاب مختلف انقلابی، نسبت به ترور افراد، به لحاظ سیاسی، تاکتیکی، اخلاقی و سایر دلایل، نگرش مختلفی دارند.